# Anomis africana
Anomis africana är en fjärilsart som beskrevs av Holland 1894. Anomis africana ingår i släktet Anomis och familjen nattflyn. Inga underarter finns listade i Catalogue of Life.